# 渡辺高綱
渡辺 高綱（わたなべ たかつな）は、戦国時代の武将。松平氏の家臣。徳川家康の功臣である渡辺守綱の父。

## 生涯
三河国額田郡浦部村の武士。代々松平氏に従い、自身も松平広忠・家康の2代に仕えた。天文16年（1547年）上野城攻撃の際に先鋒を務めて武功があった。弘治2年（1556年）奥平氏の日近城攻撃で松平義春を助けて武功があった。永禄6年（1563年）子の守綱らとともに三河一向一揆に与し、翌年針崎一揆に加わって戦死した。